# Masela
Masela (Indonesisch: Pulau Masela) is een Indonesisch eiland in de Molukken, onderdeel van de Babareilanden, gelegen in de Bandazee. Het eiland behoort tot de provincie Maluku.
Masela ligt ten zuidzuidoosten van het hoofdeiland Babar. Nederzettingen op het eiland zijn Papilewan, Masela, Ilbutung, Lawawang, Wawiotang, Telalora.